# Wetterballon

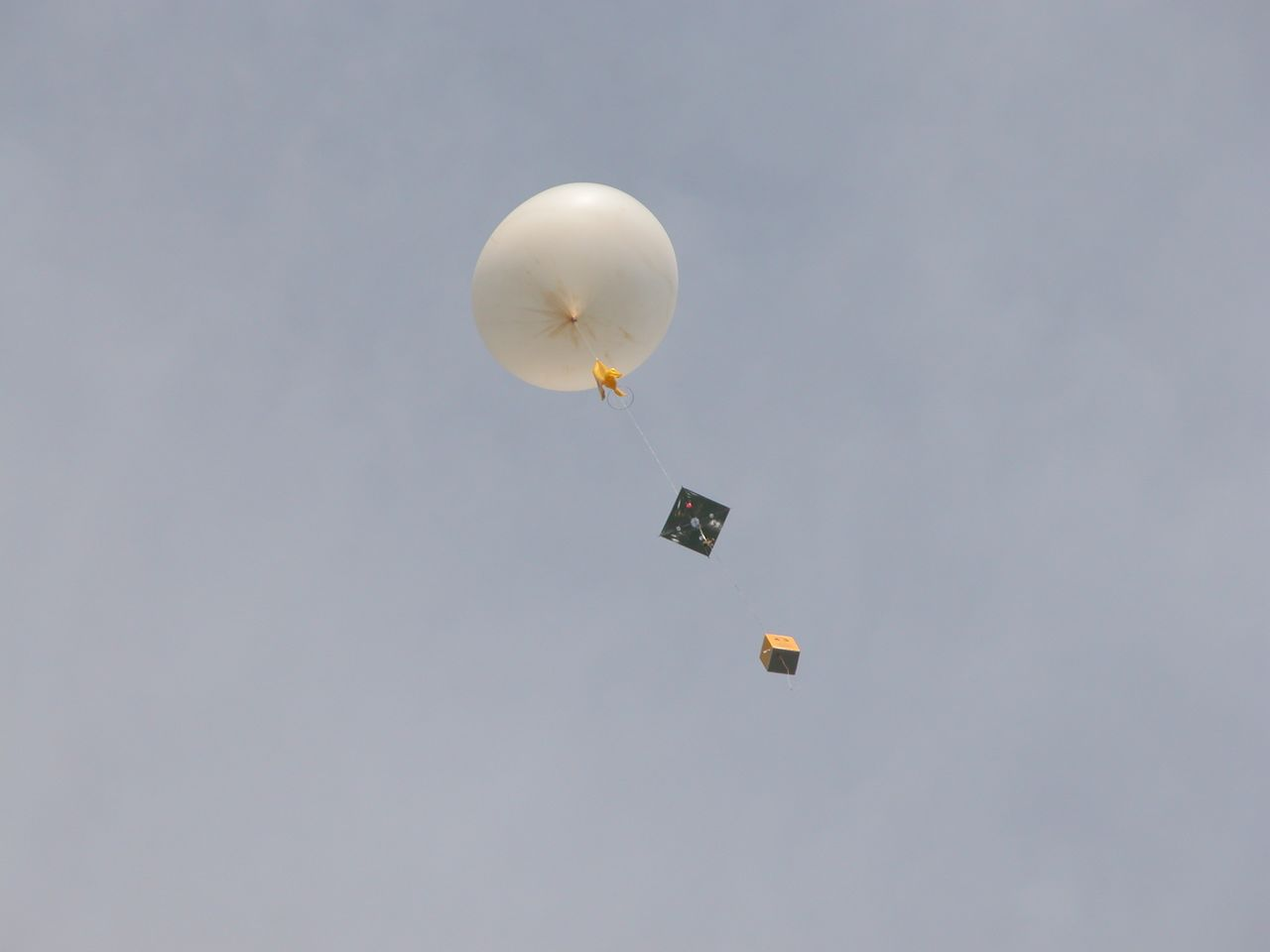
Heliumgefüllter Wetterballon mit Nutzlast kurz nach dem Start

Ein Wetterballon ist ein Ballon, der in der Meteorologie zum Aufstieg von Messgeräten und dabei speziell Radiosonden verwendet wird. Vom Begriff Wetterballon werden mitunter Pilotballons mit umfasst, da auch diese zur – rein visuellen – Bestimmung von Wetterphänomenen dienen, vor allem der Windrichtung in verschiedenen Höhen und die Höhe der Wolkenuntergrenze. Möglich ist auch die Verfolgung eines Ballons mit Radarreflektor und Radargeräten.

## Typen, Größen, Aufbau
Wetterballons wie auch Pilotballons sind typisch aus Naturkautschuk oder synthetischem Kautschuk hergestellt.
Formen für das Tauchverfahren kommen in zwei Geometrien vor:
- Paddle (engl. Paddel) ist flach kreisförmig und ergibt gefüllt eine leicht aufrecht-linsenförmig eingezogene Kugel. Am Linsenumfang erscheinen zwei vom Hals zur Tropfstelle (Nordpol des gefüllten Ballons) reichende heller durchscheinende Linien. Der Hals muss relativ breit sein, um über die Form zu passen.
- Fluted (engl. gerillt) ist spindelähnlich gebaucht länglich und weist 4 oder mehr Rillen zwischen gleich vielen meridionalen Stegen auf. Gefüllt wird die Kugelform besser erreicht, durch Materialdickenvariation zwischen Steg und Rille werden jedoch Meridianstreifen unterschiedlicher Transparenz sichtbar. Der Hals ist im Vergleich zu dem des Paddle-Typs weniger als halb so breit, das spart Material und erleichtert das Verschließen.

Es gibt paddle-getauchte Ballons, die in einem zweiten Produktionsschritt einen schmalen Latex-Füllansatz mit etwa 1/5 Breite des Halses „angeklebt“ erhalten.
Hersteller sind:
- Czermak&Feger in Imst, Tirol (CF)
- The Weather Balloon Mfg. Co., Ltd. in Tokyo, Japan – Marke: KKS Cosmoprene (KKS)

Typisiert werden Wetter- wie Pilotballons nach ihrer Masse.
Ehemals wurden Pilotballons eher ohne Geräte aufgelassen. Heute ist es durch leichte und kostengünstige LED-Leuchten, Sensoren und Ortungssysteme mit Funkübertragung möglich auch Ballons mit weniger Nutzlast mit Geräten auszustatten. Die Funktionstrennung von Pilot- und Wetterballons wird dadurch verwischt. Wetterballons werden heute auch genutzt, um hobbymäßig Filmaufnahmen bis in die Stratosphäre hinauf zu machen.
Pilotballons und Wetterballons werden nach ihrer Masse in Gramm typisiert:
Pilotballons gibt es ab 10 g, Wetterballons bis 3000 g.
In der Regel werden Wetterballons mit einer Traglast beladen, die der Eigenmasse der Ballonhülle entspricht. Die Füllung erfolgt mit gerade soviel Traggas Helium, dass zwar zügiges Aufsteigen garantiert ist, doch noch viel Ausdehnungsspielraum des Ballons verbleibt, mit dem Ziel eine große Höhe zu erreichen, in der der Ballon letztlich platzt. Damit ist der Ballon nur – zweimal – kurze Zeit ein Luftfahrthindernis und wird die Entfernung des Landeorts vom Startplatz – bei einer angezielten Platzhöhe – kompakt gehalten.
| Art, Typen- bezeichnung | Eigen- masse / g | Max. Trag- last / g | Füll- volumen bei ≈1 bar / m3 | Füll- durchmesser bei ≈1 bar / m | Platz- durch- messer / m | Aufstiegs- geschw. / m/s | Platz- höhe / km | Anmerkung                 | Hersteller, Daten- quelle |
| ----------------------- | ---------------- | ------------------- | ----------------------------- | -------------------------------- | ------------------------ | ------------------------ | ---------------- | ------------------------- | ------------------------- |
| Pilotballon             | 10               | 10                  |                               |                                  |                          |                          |                  |                           |                           |
| Pilotballon P150        | 8                |                     | 0,06                          | ca. 0,45                         |                          |                          | 8–10             |                           | CF                        |
| Pilotballon P175        | 11               |                     | 0,08                          | ca. 0,55                         |                          |                          | 8–10             |                           | CF                        |
| Pilotballon P225        | 30               |                     |                               | ca. 0,70                         |                          |                          | 12               |                           | CF                        |
| Pilotballon P265        | 36               |                     | 0,45                          | ca. 0,80                         |                          |                          |                  |                           | CF                        |
| Pilotballon P350        | 50               |                     | 0,90                          | ca. 1,1                          |                          |                          | 10–14            |                           | CF                        |
| Pilotballon P450-100-SH | 100              |                     | 2                             | 1,5                              |                          |                          | 20–30            | NATO, schmaler Füllansatz | CF                        |
| Wetterballon            | 200              | 200                 | 0,5                           | 0,5–0,7                          |                          | 5–7                      | 23               |                           | CF                        |
| Wetterballon            | 800              | 800                 | 2                             | 1,4–1,6                          |                          | 5–7                      | 30               |                           | CF                        |
| Wetterballon            | 1600             | 1600                | 4                             | 1,9–2,1                          |                          | 5–7                      | 36               |                           | CF                        |
| Wetterballon            | 2000             | 2000                | 5                             | 2–2,2                            |                          | 5–7                      | 38               |                           | CF                        |
| Wetterballon            | 3000             | 3000                | 6,3                           | 2,3                              | 13                       | 5–7                      | 40               |                           | CF                        |

## Typischer Missionsablauf

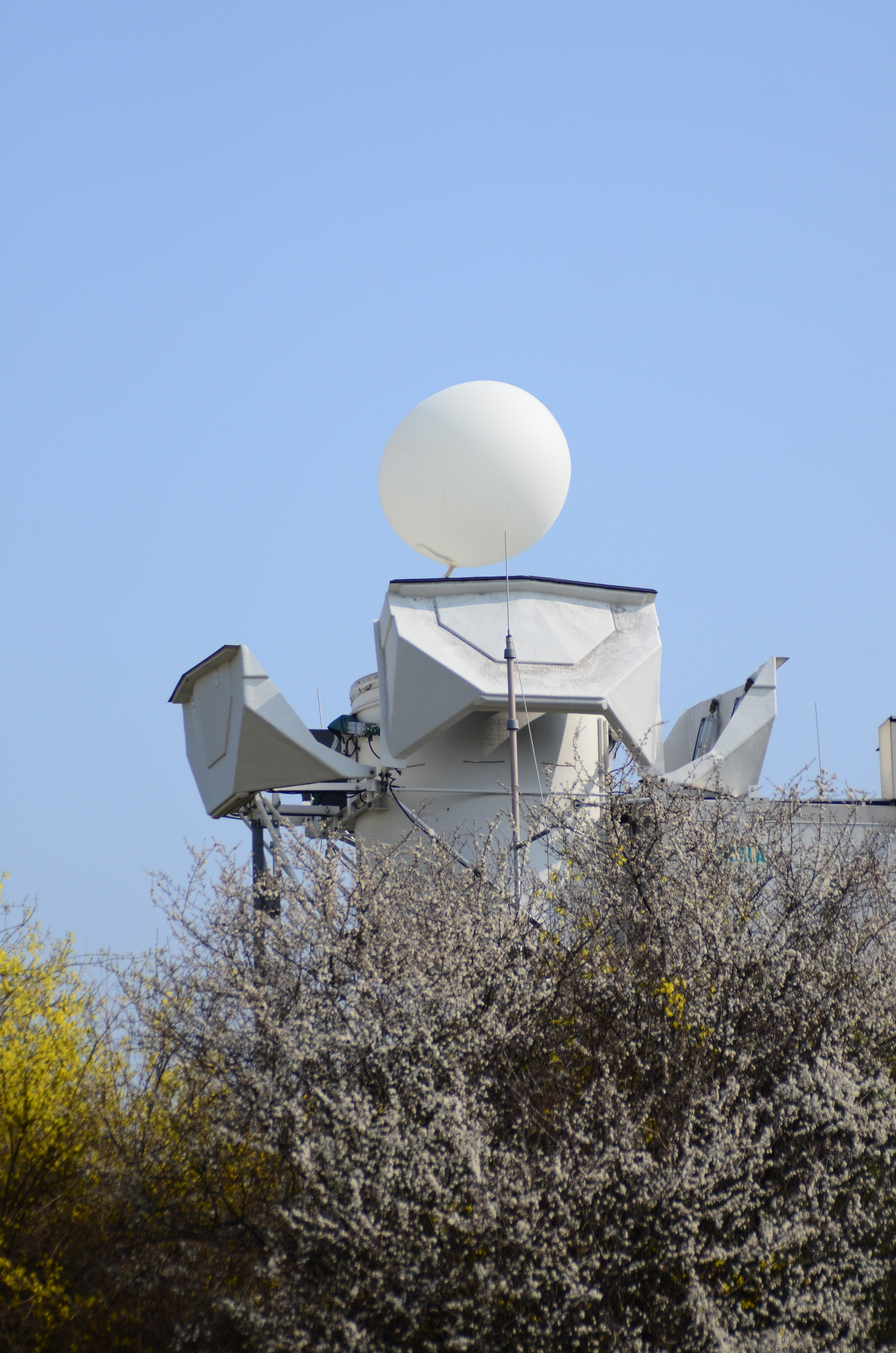
Wetterwarte Schnarrenberg

Ein Wetterballon besteht typischerweise aus Gummi und hat ein Eigengewicht von lediglich etwa 200 Gramm. Die Haut des Wetterballons ist sehr empfindlich und fein, so dass sie nur mit Schutzhandschuhen berührt werden darf. Selbst minimale Beschädigungen, die am Boden folgenlos bleiben, können in großer Höhe bei zunehmend gespannter Haut zum vorzeitigen Platzen des Ballons führen.
Gefüllt wird der Ballon normalerweise mit Helium oder Wasserstoff. Letzterer ist im Gegensatz zum raren und teuren Helium günstig und leicht verfügbar, das Problem der Entflammbarkeit wird bei den erforderlichen Mengen als beherrschbares Risiko eingeschätzt. Die Sonde wird am Wetterballon in genügendem Abstand angebracht, um nicht in seinem Windschatten aufzusteigen. Da sich der Ballon wegen des mit zunehmender Höhe nachlassenden Luftdrucks auf einen Durchmesser von über zwölf Metern ausdehnt, würde der Windschatten die Messergebnisse enorm verfälschen.
Der Wetterballon kann ohne weiteres eine Höhe von 38 km erreichen, bevor er platzt und die Sonde mit einem Fallschirm zum Boden zurückkehrt. (Siehe: „Mittlere Platzhöhe: 38 000 m“)

## Geschichte
Einer der ersten, die Wetterballons nutzen, war der französische Meteorologe Léon-Philippe Teisserenc de Bort. Ab 1896 führte er über 200 Ballon-Experimente durch, häufig bei Nacht, um Messfehler durch Strahlungswärme auszuschließen. Das Wissen um die Troposphäre und Stratosphäre als Schichten der Erdatmosphäre stammt aus dieser Zeit. Wetterballons werden oftmals als Erklärung für angebliche UFO-Sichtungen herangezogen.
Wetterballons wurden ehemals mit Wasserstoff gefüllt, wofür extrem sorgfältige Sicherheitsvorkehrungen nötig sind, mittlerweile jedoch üblicherweise mit vielfach teurerem, jedoch unbrennbarem Helium.
Am 1. April 1970 geschah ein fataler Flugunfall: Eine Antonow An-24B (Luftfahrzeugkennzeichen CCCP-47751) der Aeroflot kollidierte auf Aeroflot-Flug 1661 um 4:07 Uhr Ortszeit in 5400 m Höhe mit einem Wetterballon des Wetterdienstes, wurde an der Nase beschädigt und stürzte bei Togutschin, Region Nowosibirsk (Sowjetunion) ab. Alle 45 Insassen fanden dabei den Tod.